# What's UP
What's UP (nume real: Marius Marian Ivancea; n. 8 februarie 1989, București) este un cântăreț și textier român.

## Biografie
What's UP s-a născut pe 8 februarie 1989 în București. Încă din copilărie, muzica a fost pentru acesta cea mai mare pasiune. La vârsta de 8 ani, a scris primele versuri și, iar la 13 ani a pășit pentru prima oară într-un studio muzical, iar un an mai târziu a devenit textier la Atomic TV. La 17 ani, What’s UP a scos primul său videoclip. La scurt timp după, postul Atomic TV s-a închis, moment în care What’s UP a luat pauză pentru a-și continua studiile.

## Cariera muzicală
La începutul anului 2011 artistul a înființat Moondust Production. La scurt timp, proiectele au început să apară, printre care și pachete muzicale pentru emisiuni televizate (Kanal D, Antena 1, Euforia TV). La vârsta de 22 de ani, What’s UP a scos prima sa piesă de succes, „Habar n-ai tu”, în colaborare cu Maximilian, după care artistul a anunțat primul său album, „Povestea inimii”. După acest featuring, What’s UP a apărut alături de Sișu în proiectele „Mintea mea” și „Dacă vrei”, iar mai apoi a colaborat cu DOC pentru piesa „Ceai”, care s-a bucurat de un real succes. La scurt timp, What’s UP a introdus un nou concept în România: Music-Video Serial, intitulat „Viața cu Whatzy”, care a debutat cu episoadele „De azi pe mâine” și „Europa vino-ncoace”.
Notorietatea artistului a crescut considerabil în momentul lansării hitului „K la meteo”, în colaborare cu Andra. Piesa a devenit rapid unul dintre hiturile anului 2012, fiind nominalizată la categoria „Best Romanian Act” la MTV Europe Music Awards.
În anul 2013 a urmat patru colaborări. Prima dintre ele a fost single-ul „În lipsa ta”, alături de Andreea Bănică. Cea de-a doua a fost “Cu drag”, împreună cu ADDA. Piesa „Arme” fiind colaborarea dintre What’s UP și Amna, iar după acestea, What’s UP a colaborat cu UDDI pentru piesa „Scumpă domnișoară”. Tot în 2013 acesta a colaborat cu Iony și Cabron pentru hitul „Iarna pe val”.
În anul 2014, acesta a scos primul single solo; „Taxi” , piesa care a cucerit topurile muzicale fiind capul de afiș al unui turneu prin mai multe orașe din România. Această piesă i-a adus artistului trei nominalizări la Romanian Music Awards 2014, la Best Male, Best Pop și Best Song.După ce a cucerit topurile muzicale, What’s UP a scos o nouă piesă: „Tânăr și nebun (Trăiește-ți viața!)”.
În anul 2015, What’s UP a lanstat piesa „Bine”. Acest single a depășit în câteva luni 10 milioane de vizualizări și s-a clasat săptămâni la rând în top 10 piese difuzate la radio și TV. Un an mai târziu, What’s Up a lansat piesa  „Piesa mea de dor”. În același an, What’s Up a colaborat cu Cristina Vasiu pentru single-ul „Hoț de inimi”, melancolia unei „povești ca un vis” și entuziasmul unei revederi.
În anul 2017, What’s Up a reusit din nou să cucerească toate topurile cu piesa „La tine”, lansând totodată și piesa „Facem ce vrem” în colaborare cu Florin Ristei, „A mea” alături de Ruby, împreună cu care a mai lansat în trecut și piesa „Nu pune la suflet”, care a strâns 30 de milioane de vizualizări pe YouTube.  Tot în acest an, cântărețul a colaborat cu Ioana Ignat pentru piesa „Așa-mi vine”.
În anul 2018 acesta a lansat mai multe piese. Primul single din 2018 a fost „Ora 2”, urmat de „Hana”, aceasta din urmă fiind o piesă lansată pe 14 februarie, de Ziua Îndrăgostiților. A urmat apoi „Iartă-mă, mamă”, un single lansat de Ziua Femeii. În clipul piesei, artistul apare alături de mama sa.  Primele șase luni ale anului au fost încheiate cu două noi lansări: „Doare” și „Cu tine pe mine”. What’s Up a mai colaborat și cu Anda Adam pentru „Mărul lui Adam”. În august, acesta a lansat piesa „Dacă nu tu” pe care a dedicat-o soției sale cu ocazie zilei sale de naștere. Tot în 2018 artistul a scos un nou featuring de succes, Marius Moga, Shift & What’s Up – „Mă doare la Bass”, dar și „Treaba mea”, în colaborare cu Șatra B.E.N.Z. Piesa a strâns milioane de vizualizări pe YouTube.

## Viața personală
What's UP este căsătorit din august 2016 cu Simina Ivancea. Căsnicia lor se termină în decembrie 2019, de comun acord. 

## Discografie

### Albume
- Povestea inimii (2011)

### Single-uri
- 2011
  - „Meriți luna” (feat. Kamili)
  - „Habar n-ai tu” (feat. Maximilian)
  - „Mintea mea” (feat. Sisu & DJ Wicked)
  - „Dacă vrei” (feat. Sisu & Baboi)
  - „Ceai” (feat. DOC)
- 2012
  - „K la meteo” (feat. Andra)
  - „Sunt OK” (feat. Valentin Dinu)
- 2013
  - „Iarna pe val” (feat. Cabron & Iony)
  - „În lipsa ta” (feat. Andreea Bănică)
  - „Cu drag” (feat. ADDA)
  - „Arme” (feat. Amna)
  - „Scumpă domnișoară” (feat. UDDI)
- 2014
  - „Tânăr și nebun (Trăiește-ți viața)” (feat. Moculescu & Marius Moga)
  - „Taxi”
  - „București 555” (feat. ADDA)
  - „Dragostea nu se stinge” (feat. Mira & Kio)
- 2015
  - „Bine”
  - „Hoț de inimi” (feat. Cristina Vasiu)
- 2016
  - „Piesa mea de dor”
  - „Dulce Amar” (feat. DJ Sava & Alina Eremia)
  - „Buze” (feat. Dorian Popa)
- 2017
  - „Facem ce vrem” (feat. Florin Ristei)
  - „Un actor” (feat. AMI)
  - „La tine”
  - „Mi-a zis tata” (feat. NOSFE & Skizzo Skillz)
  - „Mărul lui Adam” (feat. Anda Adam)
  - „A mea” (feat. Ruby)
  - „Așa-mi vine” (feat. Ioana Ignat)
- 2018
  - „Octombrie rece” (feat. Lentile Blur & Keed)
  - „Mă doare la bass” (feat. Marius Moga & Shift)
  - „Ora 2”
  - „Hana”
  - „Iartă-mă, mamă”
  - „Dacă nu tu”
  - „Treaba mea” (feat. Șatra B.E.N.Z.)
  - „A nimănui” (feat. Matteo & Liviu Teodorescu)
- 2019
  - „CuBanii" (feat. Jo)
  - „Petrecerea burlacilor"
  - „Orașul în Mișcare"
  - „Karma
  - „Ține-te bine" (feat. Andra)
  - „Pastila Sufletului" (feat. Theo Rose)
  - „Zahăr Amar" (feat. Juno)
  - „Ploaia" (feat. Rashid)
- 2020
  - „Eu Te Las" (feat. Dora Gaitanovici)
  - „Roboți"
  - „Ochelarii" (feat. Boier Bibescu, Doddy, Shift & Aspy)
  - „Ce n-aș da (feat. Jador)
  - „La Rău și la Bine"
  - „Du-mă unde vrei" (feat. Dima Trofim)
  - „A" (feat. Boier Bibescu)
  - „Arde" (feat. Bogdan de la Ploiești)
  - „Noaptea N-am Somn" (feat. Boier Bibescu & Maddog)
  - „De Ce Mă Minți" (feat. Liviu Guță & Theo Rose)
  - „PrimăVara" (feat. BOB & Narcisa)
  - „Martienii" (feat. Zanni)
  - „Mamacita" (feat. Viper & Hamude)
  - „Curge Prin Vene" (feat. Alessandra & Bogdan de la Ploiești)
  - „Toate Fetele" (feat. Bogdan de la Ploiești)
  - „Barman" (feat. Nicholas SAX)
  - „Unfollow" (feat. Laura Vass & Jador)
  - „Doar cu Iubire" (feat. Yanis Pavel)
- 2021
  - „Dulceață" (feat. Diana Matei)
  - „Scandal" (feat. Emy Alupei & Theo Rose)
  - „Mon Cheri" (feat. Nicholas SAX)
  - „Vreau Acasă" (feat. Theo Rose)
  - „Uită-Mă" (feat. Minodora)
  - „Las Vegas" (feat. Raluca Dragoi)
  - „Luquid Love" (feat. Katarina)
  - „Milano" (feat. Selatin)
  - „Sunt OK" (feat. Horace)
- 2022
  - „Ruine"
  - „Greșeala Ta" (feat. B.Piticu)
  - „Un apel și 5 pahare" (feat. B.Piticu)
  - „Nopți și zile" (feat. Shift)
  - „De o luna imi promiți" (feat. Petruța)
  - „VVS" (feat. Lele & Adnana M)
  - „Nu Mă Lasă" (feat. Melina)
  - „Exploit"
  - „Toamna Grea"
  - „Pa Pa Pa (Adio de la inima ta)" (feat. Polly & Bogdan de la Ploiești)
  - „Cerul plânge"
  - „Vom DAN$A" (feat. MiKY ME)